# Théras
Cet article possède un paronyme, voir Théra.
Dans la mythologie grecque, Théras (en grec ancien Θήρας / Thếras), fils d'Autésion, est un héros d'origine thébaine, fondateur de la ville de Théra sur l'île homonyme.
C'est un petit-fils de Tisamène et un descendant d'Œdipe. Il fut le tuteur de ses neveux Proclès et Eurysthénès, fils de sa sœur Argie, après la mort de leur père Aristodème.
Il avait également un fils, Oiolycos.

## Sources
- Pausanias, Description de la Grèce [détail des éditions] [lire en ligne] (III, 1, 7 et 8 ; III, 15, 6 ; IV, 3, 4 ; IV, 7, 8 ; VII, 2, 2)
- Strabon, Géographie [détail des éditions] [lire en ligne] (VIII, 3, 19)
- Hérodote, Histoires [détail des éditions] [lire en ligne] (IV, 147 à 150)